# Fellegi Tamás (politikus)
Fellegi Tamás László (Budapest, 1956. január 7. –) magyar jogász, politológus, üzletember, a második Orbán-kormány nemzeti fejlesztési (2010–2011), ezután pedig 2012. június 1-jéig az egyes nemzetközi pénzügyi szervezetekkel való kapcsolattartásért felelős tárca nélküli minisztere. 1996 és 2000 között a MATÁV Rt. ágazati igazgatója, majd a szabályozói ügyekért és kormányzati kapcsolatokért felelős vezérigazgató-helyettese, Budapest 2024-es olimpiai és paralimpiai pályázatának volt nagykövete.

## Életpálya

### Tanulmányai, tudományos pályája
1974-ben érettségizett a Trefort Ágoston Gimnáziumban. 1976-ban vették fel az Eötvös Loránd Tudományegyetem Állam- és Jogtudományi Karára, ahol 1981-ben diplomázott. 1985-ben ösztöndíjjal a Harvard Egyetemen tanult.
Jogi diplomájának megszerzése után a Társadalomtudományi Intézetnek (ma: MTA Politikai Tudományok Intézete) tudományos munkatársa, emellett a jogi karon tanársegédként dolgozott. 1983 és 1987 között egyik alapító kurzusvezető tanára a Társadalomtudományi Szakkollégiumnak, mely ma a Bibó István Szakkollégium nevet viseli és amely 1988-ban a Fidesz megalapításának színhelye volt. Alapító szerkesztője és munkatársa a Századvég folyóiratnak.
1987-ben visszatért Amerikába, a Connecticut Egyetemen tanult és dolgozott. Elvégezte a Graduate Schoolt, politikatudományból szerzett PhD-fokozatot. Egy évet Rochesterben töltött kutatóként. 1988 nyarán a New York-i New Schoolban tartott kurzust a kelet-európai társadalmi mozgalmakról. 1993-ban tért haza az Egyesült Államokból, majd 1997-ig tanított az ELTE ÁJTK Politológia Tanszékén, valamint óraadóként a Századvég Politikai Iskolán.
Kutatási területe: társadalomtudományok, politikatudományok (összehasonlító politika, amerikai politika, public policy).

### Üzleti pályája
1995–96-ban a kommunikációs és politikai tanácsadó tevékenységet folytató EuroAtlantic Kft. alapító ügyvezetője volt. 1996 és 2000 között a MATÁV Rt. ágazati igazgatója, majd a telekommunikációs vállalat kormányzati kapcsolatokért és szabályozói tevékenységéért felelős vezérigazgató-helyettese lett. 2000 nyarától az EuroAtlantic Rt. vezérigazgatója, 2007 őszétől 2009 januárjáig a Kapsch Telematic Services ügyvezetőjeként dolgozott. 2009-ben megalapította az Infocenter.hu Médiabefektetési Zrt. nevű vállalkozását, amelynek ügyvezetője és többségi tulajdonosa lett (Fellegi Tamás és a DEFAP Enterprises 52%-os ill. 48%-os tulajdonrésszel bírt a vállalatban). Az Infocenter.hu Zrt. ekkor 100%-os tulajdonosa volt a Heti Válasz kiadójának, valamint a Lánchíd Rádiónak, illetve kisebbségi tulajdonosa a Class FM országos kereskedelmi rádiónak. 2010. április 22-én Fellegi Tamás az Infocenter.hu Zrt.-ben birtokolt teljes tulajdonrészét értékesítette.

### Politikai pályája
Már az 1990-es választásokon részt vett a Fidesz kampányában, Orbán Viktort kísérve.
1993–94-ben főállásban a Fidesz elnökének volt politikai tanácsadója, és a DAC Alapítvány (Democracy After Communism) ügyvezetője.
2010. május 3-án Orbán Viktor felálló kormánya fejlesztési minisztereként nevezte meg, aki az állami vagyonnal való gazdálkodásért, az infokommunikációért, a belföldi, illetve uniós pénzekből megvalósuló fejlesztésekért lesz felelős. Május 29-én tette le a miniszteri esküt. A miniszterelnök 2010. június 12-től a magyar–orosz gazdasági kapcsolatokért felelős kormánybiztosnak, 2010. december 3-tól a magyar–kínai gazdasági kapcsolatokért felelős kormánybiztosnak nevezte ki az NFM vezetőjét. 2011. december 8-án felajánlotta lemondását miniszteri posztjáról a miniszterelnöknek. December 15-én az IMF-tárgyalásokért felelős tárca nélküli miniszter lett, ezzel nemzeti fejlesztési miniszteri kinevezése megszűnt. 2012 júniusáig vezette az IMF tárgyalásokat, ezután visszatért az üzleti életbe. Jelenleg az EuroAtlantic Solutions nemzetközi tanácsadócég ügyvezető partnere.
A 2014-es Befolyás-barométer szerint ő Magyarország 43. legbefolyásosabb személye.

## Magánélete
Nős, felesége Szokolszky Ágnes pszichológus, házasságukból két fiúgyermek született.
Édesapja Fellegi Tamás újságíró, rendező, testvére Mária.

## Tudományos munkák (válogatás)
- Fellegi Tamás–Molnár Ágnes–Petykó Zoltán: Új Széchenyi terv. Pályázati kézikönyv; Nemzeti Fejlesztési Minisztérium, Bp., 2011
- Fellegi, Tamás László: Communism abandoned: transition from authoritarian rule in Hungary, 1985–1990. The University of Connecticut (Ph.D. dolgozat, 1993)
- Fellegi Tamas Laszló: "Regime Transformation and the Mid-Level Bureaucratic Forces in Hungary" in Peter M.E. Volten (ed.), Bound to Change: Consolidating Democracy in East-Central Europe (New York: Institute for East-West Studies, 1992)
- Fellegi Tamás László - Orbán Viktor: "Új hegemónia - Ellenzéki mozgalmak Lengyelországban 1980-81", Századvég 3, 1987
- Fellegi Tamás, László: Áttekintés az összehasonlító politika fejlődéséről az 50-es évektől napjainkig az amerikai szakirodalomban Kézirat, ELTE LJTK. Politológiai Csoport, Budapest, 1986.
- Fellegi, Tamás László: A hegemónia-koncepció Gramsci felfogásában (Adalék egy fogalom értelmezéséhez) Társadalomtudományi Közlemények, 1982. 3. sz. 453. old.
- A forradalom hangja. Magyarországi rádióadások 1956. október 23. november 9. (Szerk. Fellegi Tamás László, Gyekiczki András, Kövér László, Kövér Szilárd, Máté János, Orbán Viktor, Stumpf István, Varga Tamás, Wéber Attila) Századvég  füzetek 3., A Századvég Kiadó és a Nyilvánosság Klub közös kiadása, Budapest, 1989
- Az igazság Nagy Imre ügyében (Szerk. Fellegi Tamás László, Gyekiczki András, Gyurgyák János, Kövér László) Századvég  Kiadó-Nyilvánosság Klub, Századvég füzetek 2. Budapest, 1989
- Orosz szocializmus Közép-Európában (Szerk.: Fellegi Tamás László, Gyekiczki András, Gyurgyák János, Kövér László, Kövér Szilárd) Századvég füzetek 4., Századvég Kiadó, Budapest, 1989
- Az orosz kommunizmus értelme és eredete Szerzők: Csicskó Mária, Nyikolaj Bergyajev et al. (Szerk.: Fellegi Tamás László, Gyekiczki András, Gyurgyák János) Századvég  Kiadó, Századvég füzetek 5., Budapest, 1989
- Századvég  1989/1-2. A Bibó István Szakkollégium társadalomelméleti folyóirata Szerzők: Csicskó Mária, Kende Péter, Pető Iván, Simon Róbert (Szerk.: Fellegi Tamás László, Gyekiczki András, Gyurgyák János) Századvég, Budapest, 1989
- Századvég  1990/2. Népiek és urbánusok – egy mítosz vége? Szerzők: Heller Mária, Karády Viktor, Némedi Dénes, Nyikolaj Bergyajev, Rényi Ágnes Szabó Miklós, Szilágyi Ákos) (Szerk.: Fellegi Tamás László, Gyekiczki András, Gyurgyák János, Kövér László, Kövér Szilárd, Máté János, Orbán Viktor, Sasfi Csaba, Sós Adrienne, Stumpf István, Varga Tamás, Wéber Attila) Századvég Kiadó, Budapest, 1990

## Interjúk
- Felülvizsgálja az Orbán-kormány a nagyberuházásokat - Interjú (Hírszerző, 2010. május 3.)
- Százmilliárdos átcsoportosításra készül a kormány – interjú Fellegi Tamással (Index, 2010. július 21.)